# Setouchmax

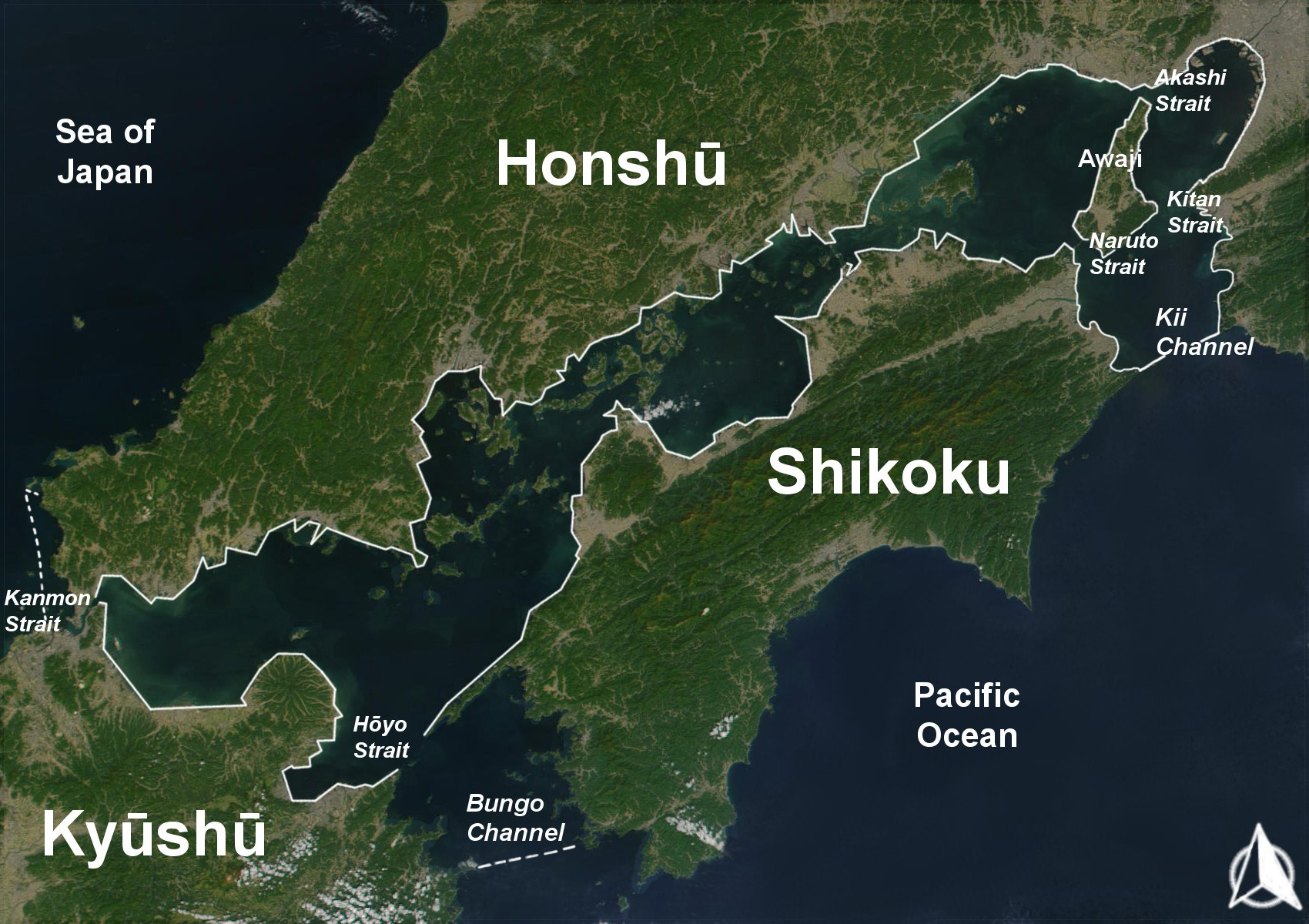
La mer intérieure de Seto et ses principaux détroits et chenaux.

Setouchmax correspond à une classe de vraquiers ayant la taille requise pour faire escale dans les ports de la mer intérieure de Seto au Japon ; cette zone est notamment connue pour la construction navale et les besoins de l'industrie de l'acier (minerai de fer notamment).
Afin de pouvoir accéder à tous les ports majeurs, la longueur de ces navires est restreinte à 299,9 mètres (hors-tout) et le tirant d'eau à 16,1 mètres, une contrainte plus marquée pour les minéraliers ; une nouvelle classe de navires a ainsi émergé spécialement pour cette zone. Leur port en lourd typique est de 205 000 tonnes.